# Резбарење печата у Кини
Резбарење печата или zhuanke на кинеском (篆刻), је традиционални облик уметности који је настао у Кини, а касније се проширио широм источне Азије. Односи се на урезивање дизајна у доњу страну печата (активна површина која се користи за печатирање, а не на бочне или горње стране). Познато и као гравирање печата.

## Историја
У династији Шанг печати су почели да се користе у државним канцеларијама, где су представљали ауторитет и моћ. Током династија Шанг и Џоу материјали за израду печата били су углавном животињске кости, бакар (бронза) и грнчарија. Постојали су посебно обучени, софистицирани занатлије или мајстори, укључујући и грнчаре, који су се специјализовали за посао прављење печата. Пошто су печате у овом периоду углавном користили владари, племићи и званичници, стил печата је био веома формалан и леп. У династији Шанг коришћено је писмо на оклопима корњача (甲骨文). Током Џоу периода коришћена су различита писма (јер кинески знакови још увек нису били уједињени), али су се углавном користила писма дазхуан (大篆) или јинвен (金文).
У династији Ћин правилније и формалније писмо печата названо киаозхуан (小篆) формализовао је канцелар Ли Си и прописао цар Ћин Ши Хуанг, тако да је писано писмо кинеских знакова по први пут уједињено. Због развоја кинеске архитектуре, печати овог периода су такође били широко коришћени у грађевинском материјалу, на пример, након израде плочице или цигле, произвођач је обично утиснуо свој печат на површину. То се може видети на антиквитетима овог периода. Такви печати, осим што означавају имена произвођача, време или место, имају и различите стилове, који одражавају личне карактеристике произвођача.
У династији Сунг постојали су учени уметници и израда печата је постала популарна. Од тог доба, меки камен се широко користи у резању печата. Камење из Ћингтијана, сада у провинцији Џеђанг, назива се Ћингтиан камен (青田印石), док је камење које се зове Шоушан (壽山印石) из провинције Фуђен такође широко коришћено. Неке занатлије су постале стручњаци, стварајући бројне стилове резбарења. Такође током овог периода печати су почели да се користе као овера на сликама и калиграфским делима.

У династији Јуан сечење печата је већ била веома развијена уметност. Династије Минг и Ћинг биле су два златна периода за уметност резања печата. У династији Ћинг почело је да се користи камење из Монголије под називом Балин камен (巴林印石). У модерно доба, дело кинеског сликарства или калиграфије обично има један или више печата.

## Унескова листа светске баштине
2009. године Унеско је уврстио уметност гравирања печата у Кини на Листу нематеријалне културне баштине човечанства.
Уметност гравирања печата је камен темељац кинеске ликовне уметности. Друштво гравера печата из Ксилинга у провинцији Џеђанг, централна Кина, које је основано пре једног века, чува уметност гравирања печата заједно са отприлике стотину других специјализованих институција. Дизајн се прво скицира на папиру, а затим урезује на камен, обрнуто, ножем. Поред владања традиционалном калиграфијом, уметност гравирања захтева и висок степен виртуозности, будући да уметник ради на малој површини. Веома разноврсни мотиви плод су уметникове маште и културе. Као инструмент калиграфије и сликарства, печат је сам по себи уметничко дело које изражава идеје целе културе о човечанству и природи. Данас се печати и даље користе у службеним документима и приватној преписци. Иако је све мање оних који разумеју сложене ликове, уметношћу гравирања печата и даље се баве и професионалци и аматери.